# Vécio Grato (cônsul em 250)
[Caio] Vécio Grato (fl. século III) foi um senador romano nomeado cônsul em 250 com o imperador Décio (r. 249–251). Membro do gente patrício Vécia, teve parentesco com os cônsules Caio Vécio Grato Ático Sabiniano (possivelmente seu irmão ou primo) e Caio Vécio Grato Sabiniano (possivelmente seu neto ou sobrinho-neto).[carece de fontes?] Especula-se que Vécio Grato teve um filho, Grato, que tornou-se cônsul romano em 280.